# Mścice (gromada)
Mścice – dawna gromada, czyli najmniejsza jednostka podziału terytorialnego Polskiej Rzeczypospolitej Ludowej w latach 1954–1972.
Gromady, z gromadzkimi radami narodowymi (GRN) jako organami władzy najniższego stopnia na wsi, funkcjonowały od reformy reorganizującej administrację wiejską przeprowadzonej jesienią 1954 do momentu ich zniesienia z dniem 1 stycznia 1973, tym samym wypierając organizację gminną w latach 1954–1972.
Gromadę Mścice z siedzibą GRN w Mścicach utworzono – jako jedną z 8759 gromad na obszarze Polski – w powiecie koszalińskim w woj. koszalińskim na mocy uchwały nr 43/54 WRN w Koszalinie z dnia 5 października 1954. W skład jednostki weszły obszary dotychczasowych gromad Mścice, Mielno, Unieście, Strzeżenice i Dobiesławiec ze zniesionej gminy Koszalin oraz obszar dotychczasowej gromady Dobre ze zniesionej gminy Będzino w tymże powiecie. Dla gromady ustalono 20 członków gromadzkiej rady narodowej.
31 grudnia 1959 do gromady Mścice włączono obszar zniesionej gromady Jamno (bez wsi Skwierzynka) w tymże powiecie.
31 grudnia 1961 z gromady Mścice wyłączono miejscowości Mielno i Unieście, tworząc z nich nową gromadę Mielno w tymże powiecie.
Gromada przetrwała do końca 1972 roku, czyli do kolejnej reformy gminnej.